# Jakob Wassermann

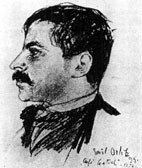
Jakob Wassermann porträtterad av Emil Orlik 1899.

Jakob Wassermann, född 10 mars 1873 i Fürth, Bayern, död 1 januari 1934 i Wien, var en tysk-judisk författare.

## Biografi
Under sin levnad bodde Wassermann bland annat i Wien och senare även tidvis i Syrien. Bland hans nära vänner var Thomas Mann och Rainer Maria Rilke. Han fick sitt genombrott med romanen Die Juden von Zirndorf (1897) och därefter följde en rad kritikerrosade romaner. Ett framträdande tema i Wassermanns romaner är rättskänslan då han några gånger (som i Fallet Maurizius) behandlar justitiemord. Han skrev sin självbiografi 1921 men har även själv skrivit biografier över Columbus och H. M. Stanley. 
Wassermann var på sin tid en synnerligen uppburen författare men får i dag betraktas som något bortglömd. Han var motståndare till första världskriget och deltog heller inte däri. Nazisternas tillträde 1933 innebar att hans böcker förbjöds i Tyskland. Ett verk med titeln Mein Weg als Deutscher und Jude brändes demonstrativt under de landsomfattande bokbålen i Nazityskland 1933. Då Wassermann levde i Wien behövde han inte utstå fysiska hot från nazisterna men led ekonomiskt avbräck och tog även mycket illa vid sig. Han bröts ned psykiskt och dog i förtid på nyårsdagen 1934. 
Ett flertal av hans romaner (till exempel Fallet Maurizius och Etzel Andergast) är översatta till svenska. Bland dem som översatt honom finns Karin Boye.